# Wegsensor
Ein Abstands-/ Wegsensor dient zur Messung des Abstandes zwischen einem Objekt und einem Bezugspunkt oder von Längenänderungen. Dabei wird die Änderung des Weges in ein Einheitssignal umgewandelt, oder über ein Feldbus an das Steuergerät übermittelt. Andere Begriffe hierfür sind Wegmesssystem, Wegaufnehmer, Abstandssensor, Positionssensor oder Distanzsensor.
Dieser Artikel bietet eine Übersicht der Funktionsprinzipien aus dem Bereich der Automatisierungstechnik, außerhalb davon gibt es noch andere Verfahren → siehe Entfernungsmessung. Eine ausführliche Beschreibung steht in den verlinkten Artikeln.
Im Gegensatz dazu erzeugen Näherungsschalter ein Schaltsignal bei Annäherung an ein Objekt.

## Funktionsprinzipien

Potentiometergeber

Induktiver Sensor

Kapazitiver Sensor

### Widerstandsänderung
- Der Potentiometergeber hat einen Schleifer auf einem Widerstand an dem eine konstante Spannung anliegt. Er liefert direkt eine linear vom Weg abhängige Ausgangsspannung. Nachteilig ist der Verschleiß durch die Reibung des Schleifers.
- Der Dehnungsmessstreifen verändert seinen elektrischen Widerstand durch Längen- und Querschnittsänderung.

### Variable Induktivität
Bei einem induktiven Sensor verändert sich die Induktivität einer Spule. Entweder wird das metallische Objekt berührungslos gemessen oder mit einem Tastkopf ein metallischer Kern in der Spule bewegt (Tauchanker).
- Der Differentialtransformator (LVDT) hat einen beweglichen Kern der den Kopplungsfaktor zu zwei Sekundärspulen beeinflusst.
- Beim Querankergeber wird der Luftspalt eines Magnetkreises verändert.
- Beim Kurzschlussringgeber wird der wirksame Luftspalt eines Magnetkreises verändert.
- Der Magneto-induktive Abstandssensor (MDS) misst den Abstand eines Magnetfeldes auch hinter einer nicht magnetischen Trennwand.[1]
- Der Wirbelstromsensor kann auch nicht magnetische, aber Strom leitende Materialien berührungslos messen.

### Variable Kapazität
Der Kapazitive Sensor besteht aus zwei voneinander isolierten metallischen Teilen. Er bildet mit dem Messobjekt einen Kondensator mit variabler Kapazität. Der Messeffekt beruht dabei auf einer geometrischen Veränderung des Abstandes der beiden Kondensatorflächen untereinander oder einer seitlichen Verschiebung dieser, was zu einer Veränderung der effektiv wirksamen Kondensatorfläche führt.

### Variabler Lichtstrom

Schattenbildverfahren

- Nach dem Schattenbildverfahren wird ein rechtwinklig zur Bewegung angeordneter Lichtvorhang beschattet und daraus der Abstand bestimmt (optische Mikrometer).
- Der Faseroptische Wegsensor wertet die Helligkeit einer Lichtschranke aus.
- Das Videoextensometer misst mittels einer rechtwinklig zur Bewegung angeordneten Kamera, berührungslos Wege und Dehnung bei Zugprüfungen.

### Impulse zählen

Schema eines Glasmaßstabes

Der Inkrementalgeber hat eine periodische Maßverkörperung (Striche auf Glas oder Metall, Magnetisierung auf einem Magnetband, Zähne einer Zahnstange). Der Sensorkopf wird daran vorbeigeführt und gibt Signale aus, die in der Auswerteelektronik vor- und rückwärts gezählt werden. Er misst nur die Differenz zur Position nach dem Einschalten. Absolutwertgeber haben mehrere Spuren und zeigen sofort die absolute Position an.
Durch Messung der Intensität der Signale innerhalb einer Teilungsperiode kann die Auflösung erhöht werden.
- Der Glasmaßstab nutzt dieses Prinzip.
- Das Laserinterferometer zählt die Interferenzen von Laserlicht.

### Laufzeitmessung

Prinzip der Laufzeitmessung

Über die Messung der Zeit, die ein Signal benötigt um die Messstrecke zu durchqueren wird der Abstand berechnet. 
- Laserentfernungsmesser, der PMD-Sensor, Lidar und Radarsensoren messen die Laufzeit von elektromagnetischen Wellen. → Hauptartikel: Elektrooptische Entfernungsmessung
- Ultraschallsensoren und das Sonar messen die Laufzeit von Schallwellen.
- Der Magnetostriktive Wegaufnehmer bestimmt den Abstand eines ringförmigen Magnetes durch Laufzeitmessung einer Torsionswelle in einem Rohr.

### Triangulation

Lasertriangulation

Durch genaue Winkelmessung innerhalb von Dreiecken kann der Abstand berechnet werden.
- Der Lasertriangulations-Sensor nutzt dieses Prinzip.

### Weitere Verfahren
- Eine ortsauflösende Photodiode wandelt die Position eines Lichtpunktes in Stromänderungen.
- In der Fluidtechnik kann mit dem System Düse-Prallplatte ein kleiner Weg (0,017–0,02 mm) in ein Drucksignal gewandelt werden.[3]

Mit der Umwandlung in eine Drehbewegung sind auch viele Winkellagegeber verwendbar zum Beispiel:
- Seilzuglängengeber
- Wegimpulsgeber für Schienenfahrzeuge

Kleinste Entfernungen z. B. bei der Rauheitsmessung werden optisch gemessen durch:
- Konfokaltechnik: Verschiebung der Schärfeebene, Messung über separaten Wegsensor.
- Chromatisch-konfokale Abstandsmessung: Abstand wird von der reflektierten Wellenlänge abgeleitet.
- Konoskopische Holografie: Rekonstruktion des Abstandes aus den Winkelinformationen des reflektierten Lichts.

## Kalibrierung
Die Zuordnung der Wegänderung zu einem analogen bzw. digitalen Signal und ggf. die Festlegung eines Nullpunktes erfolgt durch eine Kalibrierung. So entspricht beispielsweise eine Wegänderung von 1 mm einer Spannung von 1 V.
In der Messtechnik erfolgt die Kalibrierung durch Kalibrierlabore. Diese sind häufig durch die Deutsche Akkreditierungsstelle zertifiziert.

## Anwendungen
Die Wegmessung wird beispielsweise beim Betrieb von CNC-Steuerungen oder Positioniersystemen eingesetzt. Ein Dehnungssensor wird in der Werkstoffprüfung oder Überwachung von Maschinen eingesetzt.
Wegmesssensoren können in der Automatisierungstechnik z. B. zur Qualitätssicherung und zur Überwachung eines laufenden Prozesses eingesetzt werden. So kann die Veränderung einer Höhe, eines Außendurchmessers, die Dicke aber auch die Länge des Objekts während des Produktionsprozesses kontrolliert werden. Weicht der entsprechende Wert vom Sollwert ab, kann in die Produktion eingegriffen werden.